# Scalpelliformes
Ordre
Synonymes
- Scalpellomorpha Newman, 1987[1]

Les Scalpelliformes sont un ordre de crustacés cirripèdes. Ce sont des microphages filtreurs qui vivent fixés à un support par l'intermédiaire d'un pied appelé pédoncule. Le reste du corps de l'animal est appelé capitulum et est formé d'une carapace calcaire composée de plusieurs plaques. Les carapaces des autres crustacés sont principalement formées à partir de chitine, ce qui explique que les anatifes aient longtemps été classés parmi les mollusques, mais le calcaire de leurs coquilles n'est qu'une convergence évolutive avec ces derniers. Les scientifiques distinguent, pour décrire leur coquille, trois zones. La partie inférieure appelée scutum contient moins de plaques. La partie latérale est appelée carène, la partie supérieure appelée tergum. Le nombre de ces plaques permet de reconnaitre les espèces, ainsi les espèces du genre Pollicipes possèdent jusqu'à une centaine de plaques au total. Ces animaux possèdent un thorax, une région céphalique, six paires de pattes et de nombreux cils filtrants dans le capitulum. Les cils servent à capter le plancton dont ils se nourrissent. Ils sont en général hermaphrodites.

## Systématique
L'ordre des Pedunculata décrit par Lamarck est désormais obsolète, et a été divisé en quatre, dont les Scalpelliformes. Les anatifes en sont exclus et sont rangés parmi les Lepadiformes. 
Ce groupe est cependant désormais considéré par WoRMS comme un synonyme obsolète des Scalpellomorpha. 

## Liste des familles
Selon World Register of Marine Species (30 décembre 2018) :
- famille Calanticidae Zevina, 1978
- famille Eolepadidae Buckeridge, 1983
- famille Lithotryidae Gruvel, 1905
- famille Pollicipedidae Leach, 1817
- famille Probathylepadidae Ren & Sha, 2015
- famille Scalpellidae Pilsbry, 1907
- famille Stramentidae Withers, 1920 †
- famille Zeugmatolepadidae Newman, 2004 †

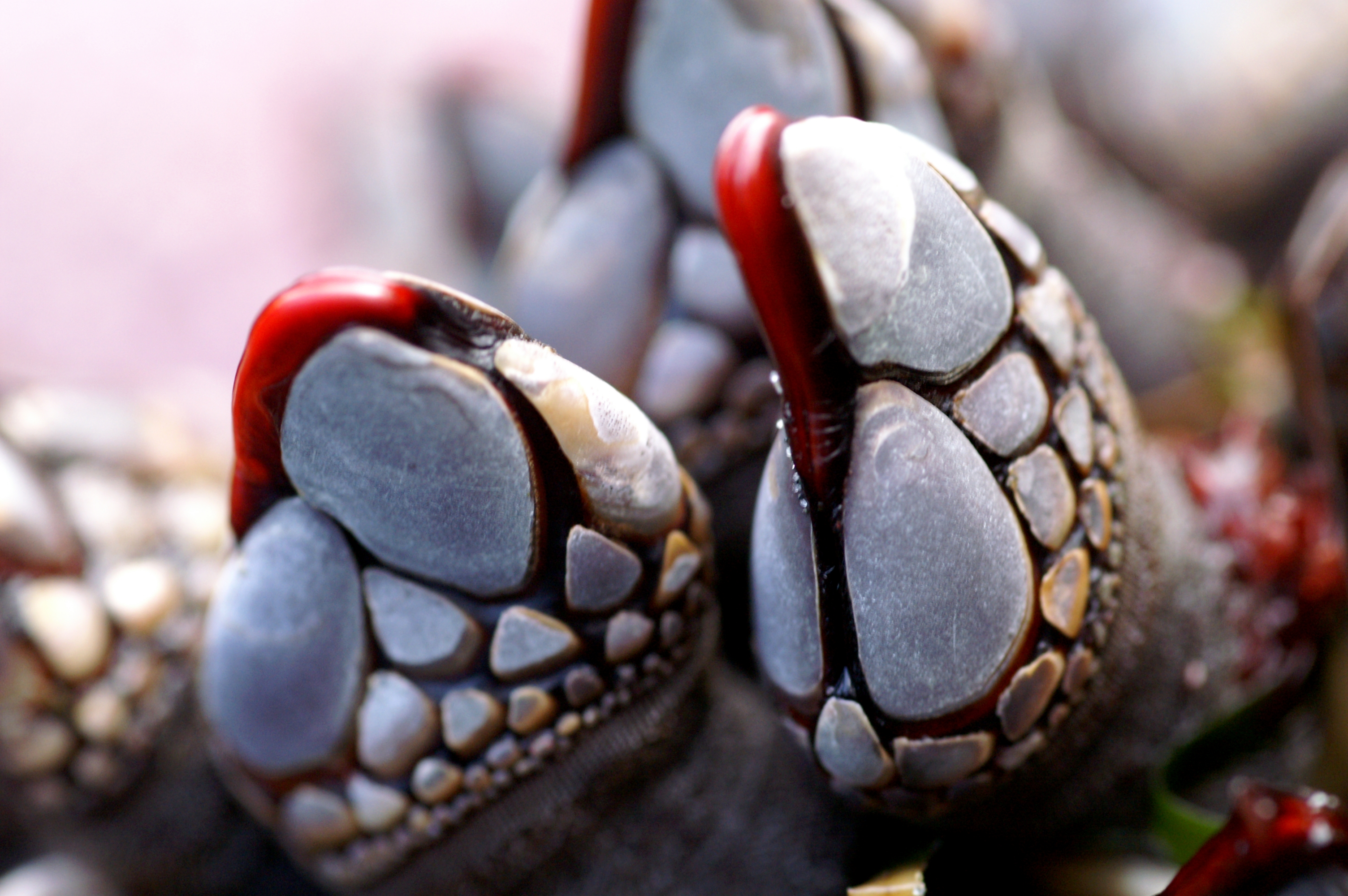
Pollicipes polymerus.
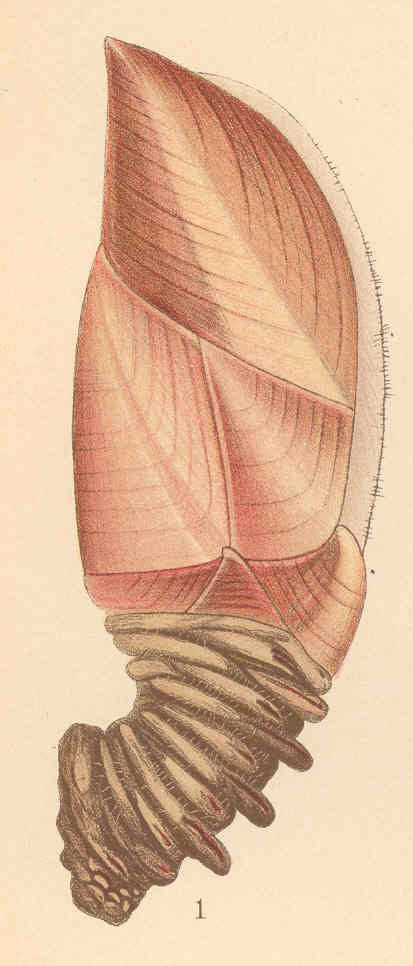
Scalpellum rubrum.